# Hans Jacob Spiegler
Hans Jacob Spiegler (* zwischen 1570 und 1580 in Buchhorn an der Bilz (heute ein Ortsteil von Michelbach an der Bilz); † vor 1658 wohl in Stuttgart; dokumentiert zwischen 1603 und 1629) war ein württembergischer Maler, der im Dienste der Herzöge stand.

## Leben
Spiegler war ein Patriziersohn. Über sein Leben ist kaum etwas bekannt. Zwischen den Jahren 1603 und 1629 bekam er immer wieder Aufträge von württembergischen Herzögen. Am besten ist seine Tätigkeit im Zusammenhang mit dem Bau der Stadtkirche Freudenstadt dokumentiert.
Er malte (wohl 1608–1609, zusammen mit Georg Donauer) die von Conrad Schott für die Stadtkirche Freudenstadt gebaute (und durch eine Fliegerbombe 1945 zerstörte) Orgel mit „schönen Historien und allerley musikalischen Bildern“ aus. „Die Flügelgemälde stellten außen Jakobs Traum und Christi Verklärung, innen Judith und Holofernes und das apokalyptische Weib dar. Auf dem Orgelfuß war David mit der Harfe zu sehen, Simson, der ‚sich selbsten im Hause der Philister das Requiem und Sterbliedlein spilet‘, und der Lobgesang Miriams mit den israelitischen Weibern.“
Die beiden Maler der Orgel wurden von Conrad Schott selbst empfohlen und arbeiteten daran mit insgesamt neun Gehilfen. Die Entlohnung von 738 fl scheint auf den ersten Blick sehr hoch gewesen zu sein, doch sie umfasste nicht nur die Farben, sondern auch die kostbaren Materialien wie Silber und Gold, die zur Ausschmückung zahlreicher Elemente verwendet wurden.
Spiegler arbeitete aber auch am herzoglichen Hof. Von 1612/13 malte er Bildnisse des Herzogs und seiner Brüder, die aber alle versollen sind.